# Artes decorativas del Museo del Prado

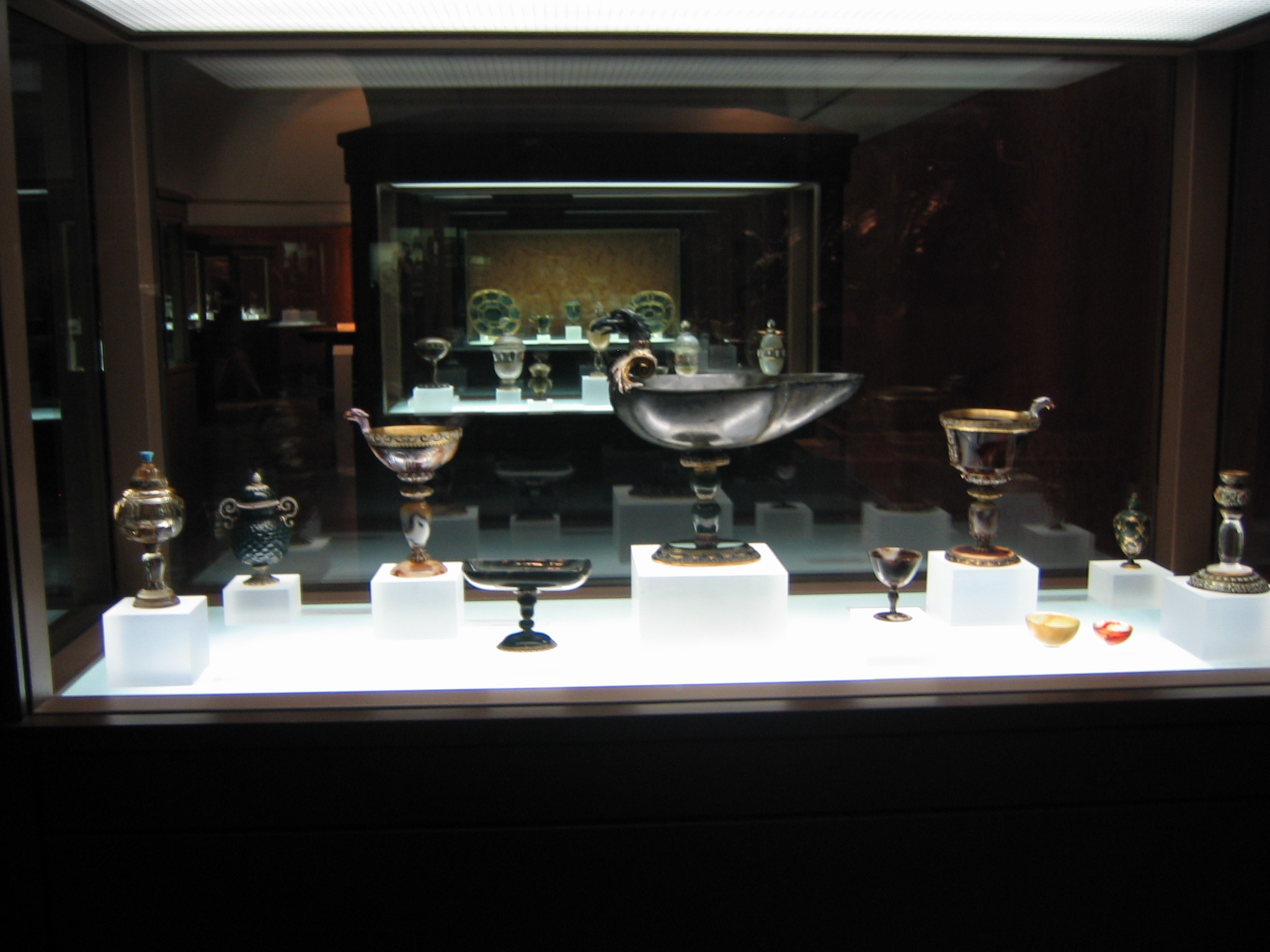
Vista de varias de las vitrinas en las que se expuso entre 1989 y 2018 el Tesoro del Delfín.

La sección de artes decorativas del Museo del Prado está integrada, además de por el Tesoro del Delfín, sin duda el elemento más conocido del conjunto, por una muy notable colección de piedras duras, una de las más importantes en todo el mundo. Además, esta sección consta de diversos objetos que en gran parte de los casos se apartan de la línea expositiva del museo y que por tanto no se muestran habitualmente en sus salas -muchos de ellos están depositados en otras instituciones-, recibidos fundamentalmente a través de donaciones y legados, en especial el legado Fernández Durán. Estas colecciones comprenden tapices, bordados, armas, armaduras, muebles, vidrios, cristales, lacas, abanicos, platería, marfiles, cerámicas, lozas y porcelanas, así como un conjunto de ochocientas cuatro medallas de los siglos XV al XIX y novecientas cuarenta y seis monedas autónomas españolas legado por Pablo Bosch.

## ElTesoro del Delfín
El Tesoro del Delfín se denomina así por haber pertenecido a Luis de Francia, el Gran Delfín, que falleció durante una epidemia de viruela en 1711 sin haber llegado a reinar, siendo parte de él heredado al año siguiente por su segundo hijo, Felipe V de España. El primer Borbón español recibió ciento sesenta y nueve obras, un porcentaje no muy grande del total (seiscientas noventa y ocho inventariadas en 1689), pero que fueron seleccionadas entre las mejores de la colección. Sin embargo casi todas las actualmente existentes están mutiladas por los robos producidos durante la Invasión francesa y otro sufrido en 1918, que además redujeron su número a ciento cuarenta y cuatro. De ellas, cuarenta y nueve están realizadas en cristal de roca y otras setenta y una en piedras duras (piedras semipreciosas como ágata, lapislázuli, calcedonia, jaspe, jade, serpentina o alabastro) y otros materiales, como conchas de nautilos. Las guarniciones son generalmente de oro, aunque también hay algunas de plata, tanto sobredorada como en su color, y frecuentemente van realzadas con ricos esmaltes y piedras finas (turquesas, amatistas, granates) y preciosas (diamantes, zafiros, esmeraldas y rubíes), además de con perlas.
La mayor parte de las piezas son de los siglos XVI y XVII, de talleres parisinos e italianos (en el caso de las de cristal de roca, milaneses en concreto), aunque también hay ejemplares de la Antigua Roma, bizantinos, medievales e incluso de la Persia sasánida, el Imperio mogol y China.
Se muestran también varios de los estuches de cuero en los que se guardaban estas piezas y que se realizaron reproduciendo exteriormente su forma con el fin de poder identificarlas sin necesidad de abrirlos.

### Galería

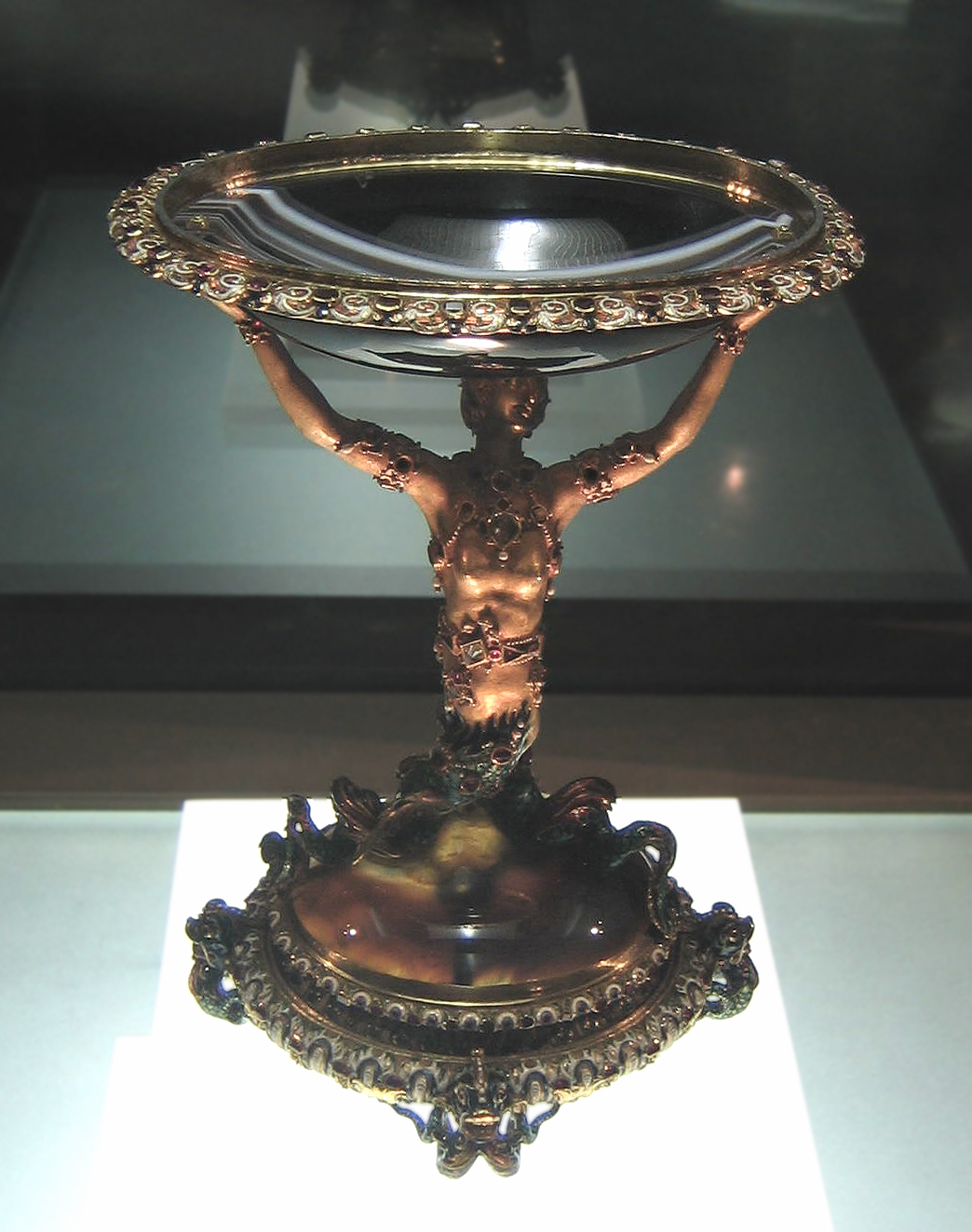
Salero de ónice con sirena de oro.
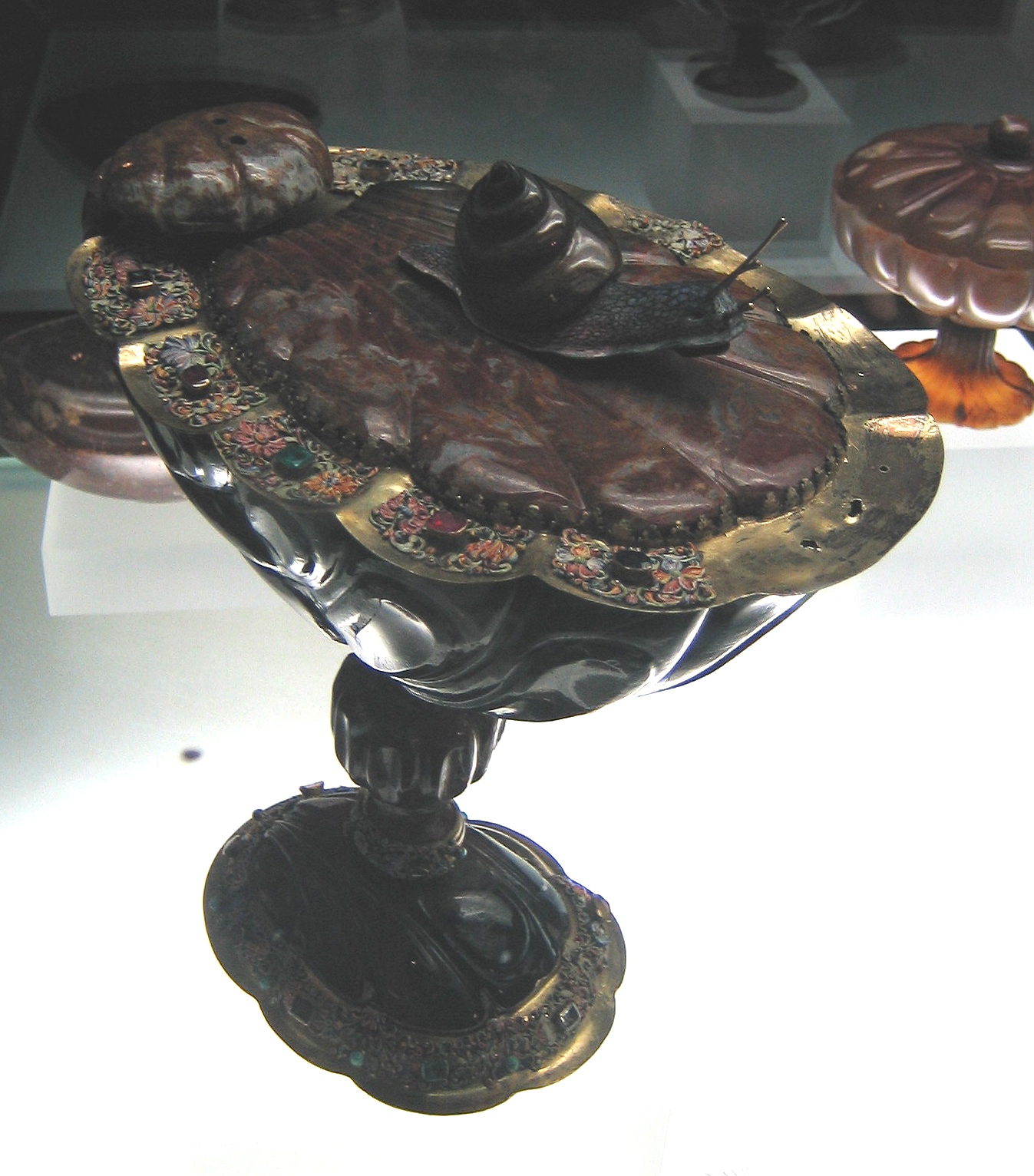
Vaso de jaspe con Neptuno (figura desaparecida) y caracol.
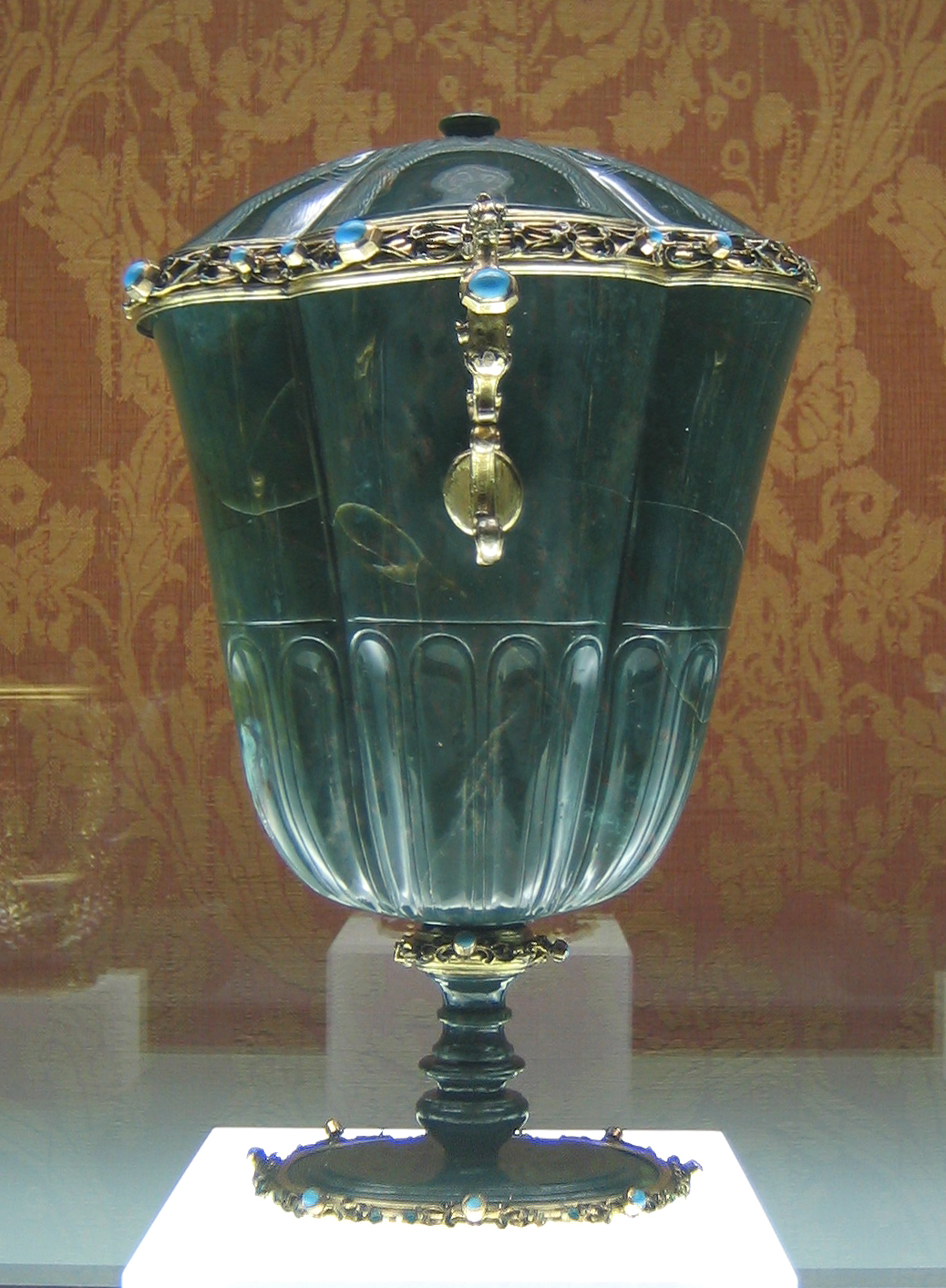
Vaso agallonado de sanguina con turquesas.
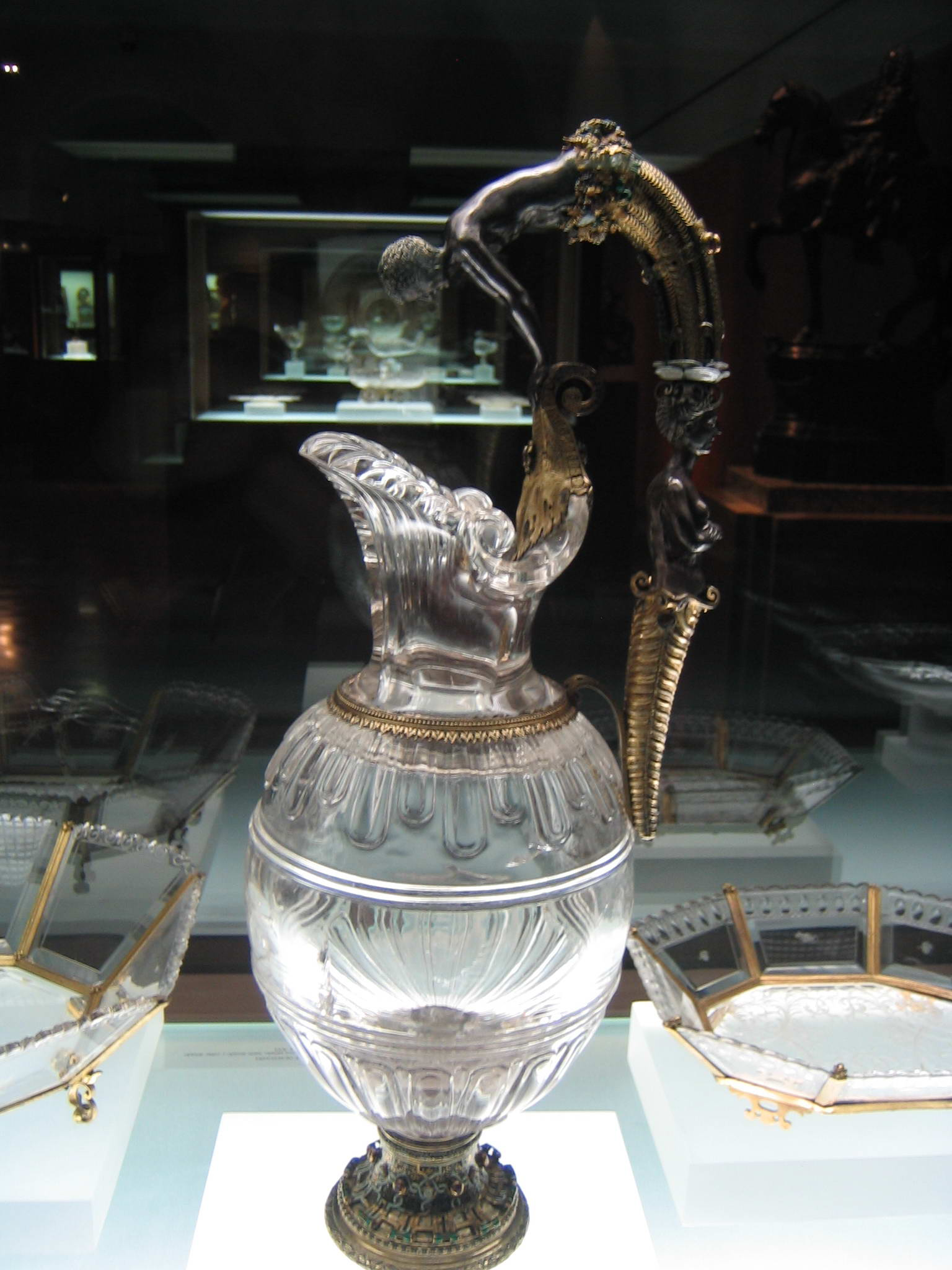
Jarro de cristal con Narciso y una sirena en el asa (Richard Toutain).

## Piedras duras

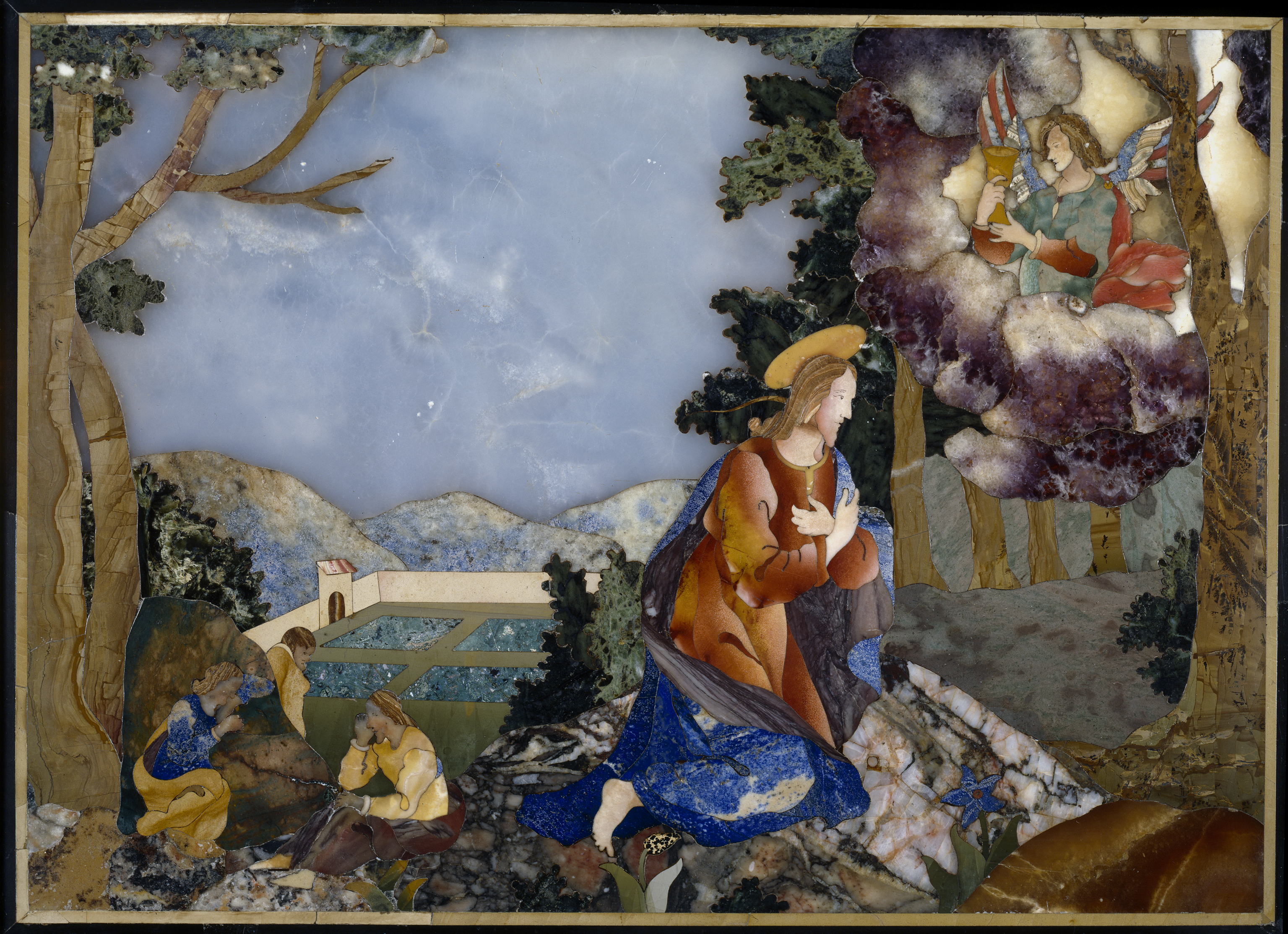
La oración en el huerto. Opificio delle Pietre Dure (Galleria dei Lavori), según una pintura de Benedetto Veli, c. 1604.

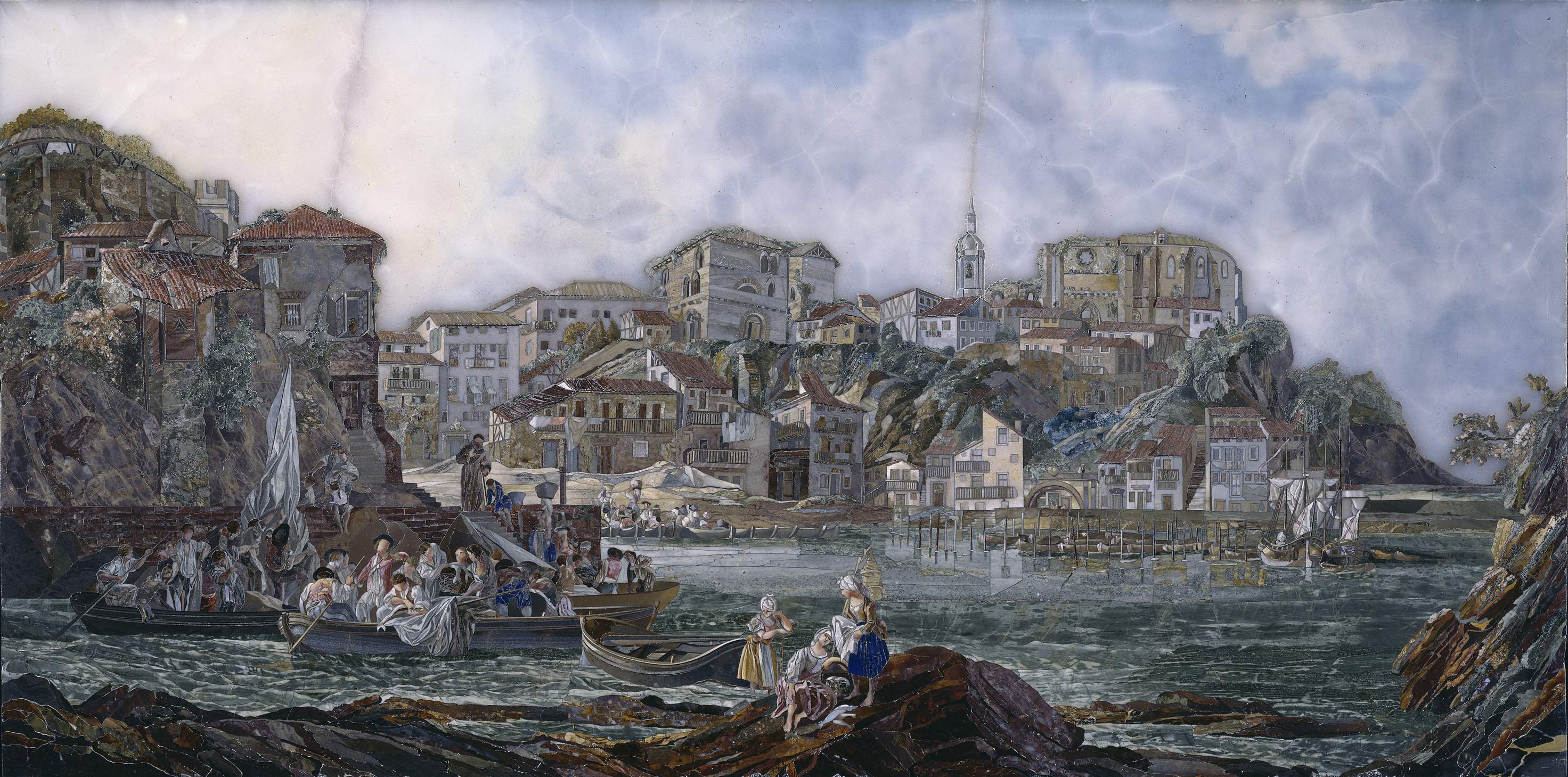
Vista de Bermeo. Real Laboratorio de Mosaicos y Piedras Duras del Buen Retiro, según una pintura de Luis Paret.

Estas piezas tienen su origen en la Antigua Roma, en el llamado opus sectile, o taracea de mármoles y piedras duras polícromas, una técnica rara y costosa que vivió su apogeo durante la época del emperador Augusto y que fue recuperada a mediados del siglo XVI en Florencia y la propia Roma. La colección de piedras duras comprende tableros, consolas y paneles decorativos, tanto de manufacturas italianas (Talleres Papales de Roma y Granducales de Florencia —la Galleria dei Lavori, también conocida como Opificio delle Pietre Dure—), como de la Real Fábrica del Buen Retiro, que además de dedicarse a la porcelana tenía también un taller dedicado a esta especialidad, el Real Laboratorio de Mosaicos y Piedras Duras del Buen Retiro (así como un obrador de marfiles, del que igualmente se cuenta con representación: dos relieves de mano de su director, el escultor italiano Andrea Pozzi). Dentro de esta colección destacan los dos tableros sostenidos por leones de bronce dorado, el Tablero de mesa de Felipe II y la Mesa de don Rodrigo Calderón, exhibidos en la Galería Central y restaurados en 2008. Los leones, cada uno de los cuales apoya una garra sobre una bola de caliza de color rojizo, fueron encargados por Velázquez durante su segundo viaje a Italia para decorar el Salón de los Espejos del antiguo Real Alcázar de Madrid, dado que a su cargo de Pintor de Cámara unía el de Aposentador Real. El conjunto original se componía de doce, realizados entre 1651 y 1652, de los que el Prado posee siete. Otros cuatro se conservan en el Salón del Trono del Palacio Real de Madrid, mientras que el restante sufrió daños muy graves en el incendio del Alcázar -1734- (el otro león que tiene el Museo es una copia de 2004 que ha sustituido a otra de 1837 que se encontraba muy deteriorada). Su modelo fue un león de Flaminio Vacca de 1594, a su vez copia de uno del siglo II d. C., ambos en aquella época en la Villa Medici de Roma y en la actualidad en la Loggia dei Lanzi de Florencia. Fueron fundidos por Matteo Bonucelli da Lucca (también conocido en España como Matteo Bonarelli de Luca), fundidor ayudante de Bernini, y del que el Prado posee otras dos obras: la Venus de la concha y el famoso Hermafrodita que se expuso durante muchos años en la sala de Las Meninas; este último un caso excepcional, ya que la copia resultó de tanta calidad que superó al original.

## Miniaturas

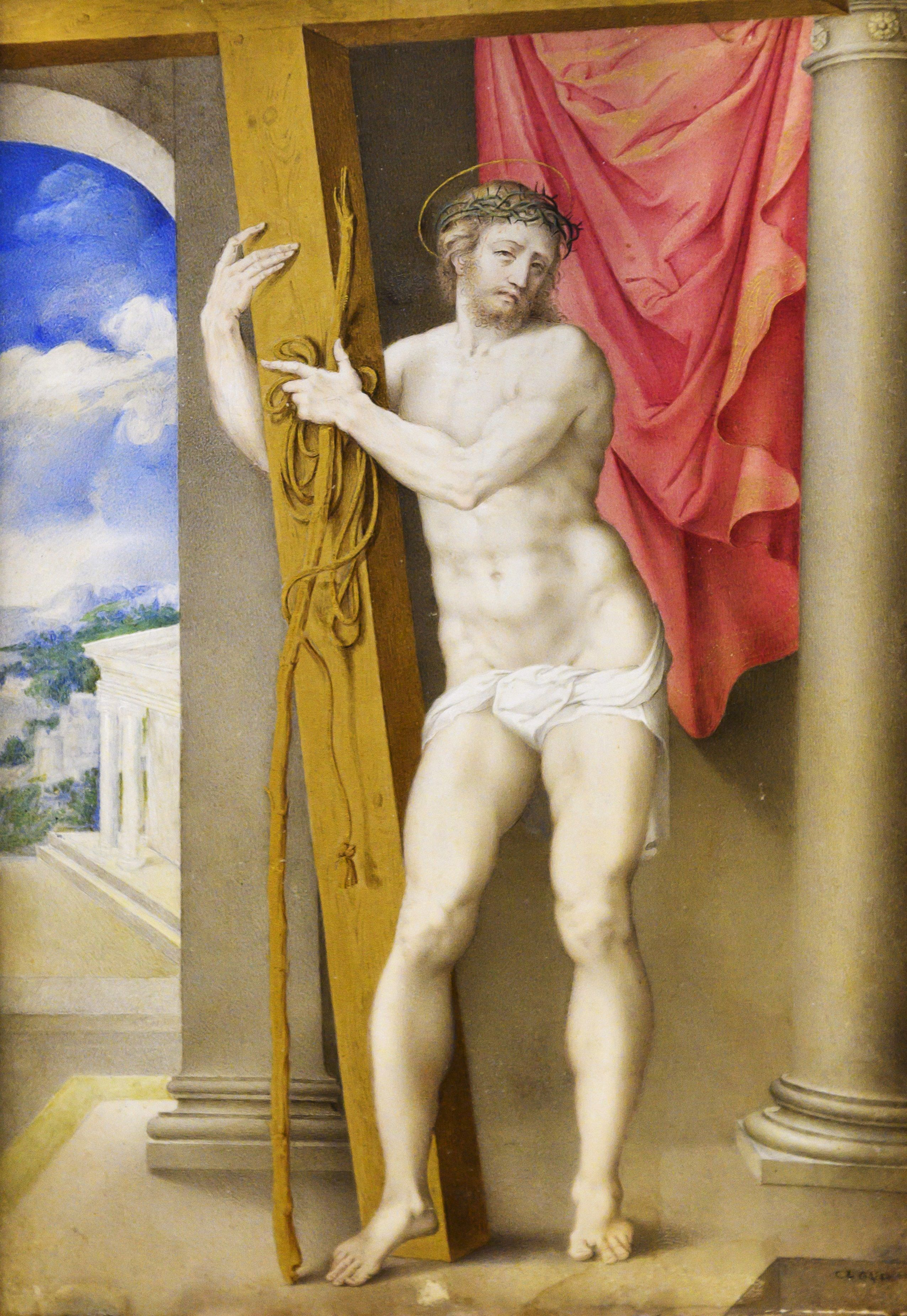
Cristo resucitado. Giulio Clovio, c. 1550. Donación Pilar Conde a través de American Friends of the Prado Museum.

Dentro de la pequeña colección de miniaturas del museo, sobresale el Cristo resucitado de Giulio Clovio, el mejor miniaturista e iluminador del Renacimiento. Está inspirado en el Cristo de la Minerva de Miguel Ángel, y fue donado por Pilar Conde a través de la organización American Friends of the Prado Museum.